# Immeuble des 31-33 rue du Jeudi à Alençon
L'Immeuble des 31-33 rue du Jeudi  est un édifice situé à Alençon, en France. Il date du XVIIIe siècle et est inscrit au titre des monuments historiques.

## Localisation
Le monument est situé dans le département français de l'Orne, à Alençon, aux numéros 31-33 rue du Jeudi à Alençon.

## Historique
L'édifice est daté du XVIIIe siècle.
La façade sur rue et la toiture correspondante de l'immeuble sont inscrites au titre des monuments historiques depuis le 24 mars 1975.

## Architecture

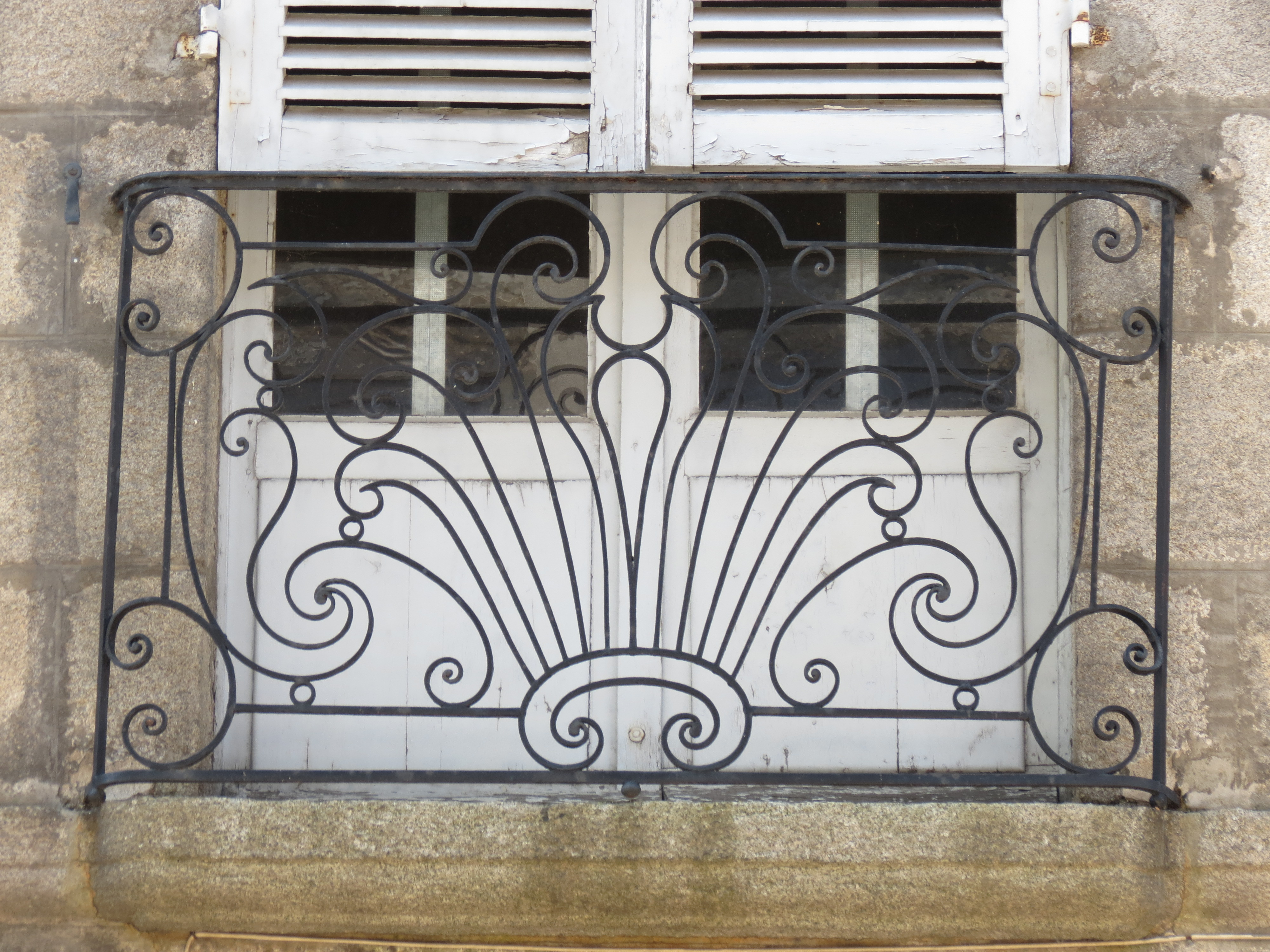
Un des balcons anciens conservés

L'édifice conserve ses menuiseries au premier et 2e étage. Le 1er étage conserve pour sa part des balcons.